# Wayne Krantz
 (juillet 2016).
Wayne Krantz (né le 26 juillet 1956 à Corvallis, Oregon, États-Unis) est un guitariste de Jazz fusion américain. Il s'est notamment produit aux côtés de Steely Dan, Chris Potter, John Zorn, Michael Brecker et Billy Cobham, et joue actuellement dans son groupe avec Tim Lefebvre (basse) et Keith Carlock (batterie).

## Materiel
Wayne Krantz utilise principalement des guitares à micros simple bobinage (single coil) très proche de la Fender Stratocaster.
Sa guitare de prédilection (un modèle nommé Studio Elite) est fabriquée par le luthier américain James Tyler.

## Discographie
- Signals (1991)
- Long To Be Loose (1993)
- 2 Drinks Minimum (1995)
- Separate Cages (1996) (avec Leni Stern)
- Greenwich Mean (1999)
- Your Basic Live (2003)
- Your Basic Live '06 (2007)
- Krantz Carlock Lefebvre (2009)
- Howie 61 (2012)
- Good Piranha Bad Pirhana (2014)
- Write Out Your Head (2020)
- Music Room 1985 (2021)